# اتوود (کلرادو)
اتوود (به انگلیسی: Atwood) یک منطقهٔ مسکونی در ایالات متحده آمریکا است که در شهرستان لوگان، کلرادو واقع شده‌است. اتوود ۹٫۲ کیلومتر مربع مساحت و ۱۳۳ نفر جمعیت دارد و ۱٬۲۱۷ متر بالاتر از سطح دریا واقع شده‌است.